# 北社尾路
北社尾路（Beishewei Rd.）為臺灣嘉義市西半環狀及南北向的重要道路之一。東接世賢路一段，南接北港路。

## 沿經行政區域
- 西區

## 車道配置
- 全線：雙向各一車道

## 沿線設施
（由北至南）

### 公車車站
- 嘉義市公車樂活2路（棕線）
  - 北園國小
  - 鎮北宮

### 其他
- 北社尾公園
- 嘉義市立北園國民中學 （页面存档备份，存于）（雙園街280號）
- 嘉義市西區北園國民小學 （页面存档备份，存于）（168號）